# Society of Women Musicians
La Society of Women Musicians est un groupe britannique fondé en 1911 pour la coopération mutuelle entre les femmes compositrices et interprètes, en réponse aux opportunités professionnelles limitées pour les femmes musiciennes à l'époque. 

## Historique
Les fondatrices comprennent Katharine Emily Eggar, compositrice, Marion Scott, musicologue, et Gertrude Eaton (en), chanteuse. 37 femmes sont venues à la première réunion, tenue le 11 juillet 1911 au Women's Institute, 92 Victoria Street, dont Rebecca Helferich Clarke, Alma Haas (en) et Liza Lehmann, qui devient plus tard la première présidente du groupe. Le premier concert a lieu le 25 janvier 1912 dans la petite salle du Queen's Hall. Des concerts réguliers sont organisés au même endroit et dans les salles Aeolian et Wigmore. Ils présentent des créations de compositrices telles que Ethel Barns, Rebecca Clarke, Katharine Eggar, Dorothy Howell, Liza Lehmann, Fiona McCleary (1900-1986), Marion Scott (musicologist) (en) et Ethel Smyth. Des années plus tard se donnent également des premières de Ruth Gipps, Elisabeth Lutyens, Elizabeth Maconchy et Elizabeth Poston.
Le groupe a un certain nombre de musiciennes influentes comme présidentes, dont Cécile Chaminade, Astra Desmond (en), Myra Hess, Rosa Newmarch (en), Evelyn Suart (en) et Elizabeth Poston. Le poste de vice-présidente est en grande partie honorifique, occupé par des musiciennes telles que Nadia Boulanger, Imogen Holst, Elisabeth Lutyens, Elizabeth Maconchy et Fanny Waterman (en).
Bien que le groupe soit destiné aux femmes, les hommes n'ont pas été exclus, ont été inclus dans les membres et ont assisté à des conférences. Les membres masculins comprennent Thomas Dunhill (en) et Walter Willson Cobbett. Theodore Holland (en) assiste à un concert de ses chansons récentes organisé par la Société le 28 octobre 1947, la veille de sa mort.
La Société est dissoute en 1972 et ses archives sont remises au Royal College of Music.

## Activités
Les activités comprennent la constitution d'une bibliothèque, la création d'une chorale et d'un orchestre qui donnent des concerts publics et privés d'œuvres de membres de la Société, des conférences et une conférence de compositeurs. La Société est également active dans la défense des femmes musiciennes professionnelles dans les orchestres symphoniques.